# Phi2 Orionis
Título a ser usado para criar uma ligação interna é Phi2 Orionis.
Phi2 Oriontis (40 Oriontis) é uma estrela na direção da constelação de Orion. Possui uma ascensão reta de 05h 36m 54.33s e uma declinação de +09° 17′ 29.1″. Sua magnitude aparente é igual a 4.09. Considerando sua distância de 116 anos-luz em relação à Terra, sua magnitude absoluta é igual a 1.33. Pertence à classe espectral G8III-IV.
Phi2 Orionis, também chamado de Khad Posterior, é uma estrela gigante de classe K que tem magnitude aparente 4,09. Se encontra a 115 anos-luz da Terra.